# The Fabulous
The Fabulous (더 패뷸러스?, Deo paebyulleoseuLR) è una serie televisiva sudcoreana distribuita da Netflix il 23 dicembre 2022.

## Trama
Quattro giovani inseguono i loro sogni lavorando nel competitivo mondo della moda: Ji Woo-min è un fotografo freelance che non si lascia distrarre dal lavoro o dall'amore; Pyo Ji-eun è la manager di un'agenzia pubblicitaria di prodotti di lusso; Joseph è uno stilista e Ye Seon-ho una supermodella.

## Personaggi e interpreti
- Ji Woo-min, interpretato da Choi Min-ho
- Pyo Ji-eun, interpretata da Chae Soo-bin

## Produzione
La serie avrebbe dovuto essere pubblicata il 4 novembre 2022, ma è stata posticipata a causa della calca di Halloween di Seul.